# Alfred Chevrot
Bénigne Claude Alfred Chevrot, dit Alfred Chevrot, né le 11 mai 1820 à Dijon et mort dans la même ville le 8 février 1895, est un Fouriériste et un architecte français qui a bâti essentiellement à Dijon.

## Biographie
Il est le fils de Bénigne Chevrot, qui exerce le métier d'avocat et d'Agathe Gagnereaux ainsi que le beau-père d'Albert Leprince. Il entre à l’École des Beaux-Arts de Dijon, puis suit les cours de celle de Paris, de 1839 en tant qu'élève de Jean-Nicolas Huyot à 1843.
Il s’installe ensuite comme architecte dans sa ville natale et occupe notamment la charge d’architecte des hospices de la ville de Dijon. Il enseigne également l’architecture à l’École des Beaux-Arts de cette ville à partir de 1846. il épouse en 1848 Marie Sophie Emma Mercier, petite-fille de Gabriel Gabet, l’un des premiers disciples de Charles Fourier. Veuf dès 1849, il se marie en 1851 avec Angéline Adèle Mercier, sœur de sa première femme .

## Œuvres

### Dijon
- Maison située au 31 cours Général-de-Gaulle, construite en 1842 puis modifiée en 1882[6].
- Maison située au 23 cours Général-de-Gaulle construite en 1863 avec son gendre l'architecte Albert Leprince puis modifiée en 1901 par Charles Javelle[7].
- La Villa Chevrot-Mercier située au 17 cours Général-de-Gaulle en 1863[8].
- Collège des Jésuites Saint Ignace (actuelle maison diocésaine), situé au 9 bis boulevard Voltaire, construit avec son gendre l'architecte Albert Leprince entre 1878 et 1879[9].
- Monument à François Rude, sculpté par Joseph Tournois en 1886 et fondu pendant la seconde guerre mondiale[10].

### Côte-d'Or
- Modification de l'école d'Arconcey, construite par l'architecte Pierre judicier entre 1853 et 1855[11].
- Restauration de l'église paroissiale de l'Assomption d'Arconcey de 1857 à 1860[12].
- Agrandissement de l'hôpital  Saint-Laurent de Nuits-Saint-Georges en 1858 puis en 1878[13].
- Le lavoir et l'abreuvoir de Curtil-Saint-Seine en 1865[14],[15].

## Galerie

### Dijon

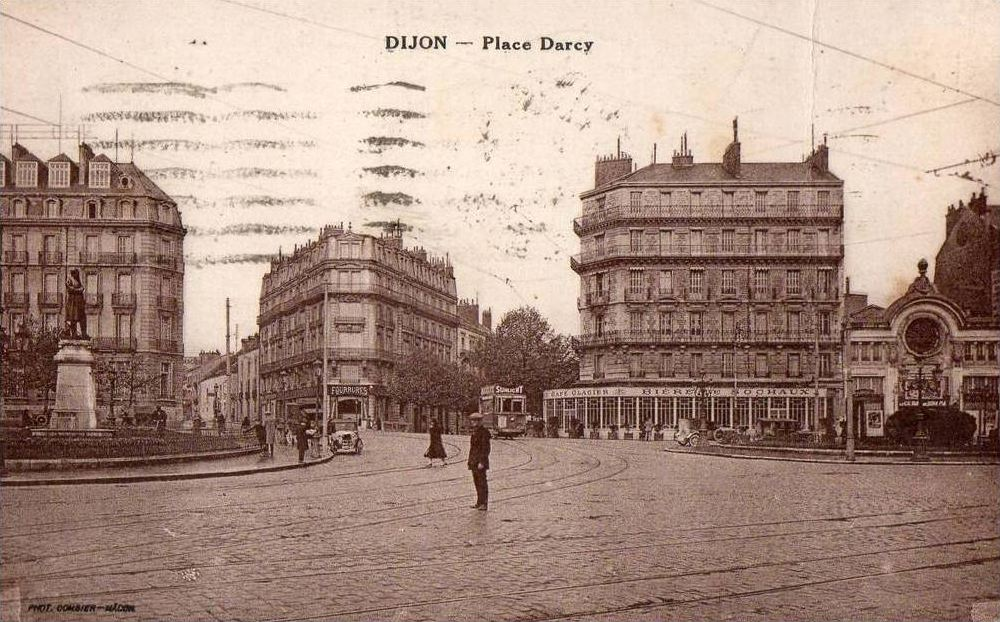
Monument à François Rude, situé place Darcy avant d'être fondu.

### En France

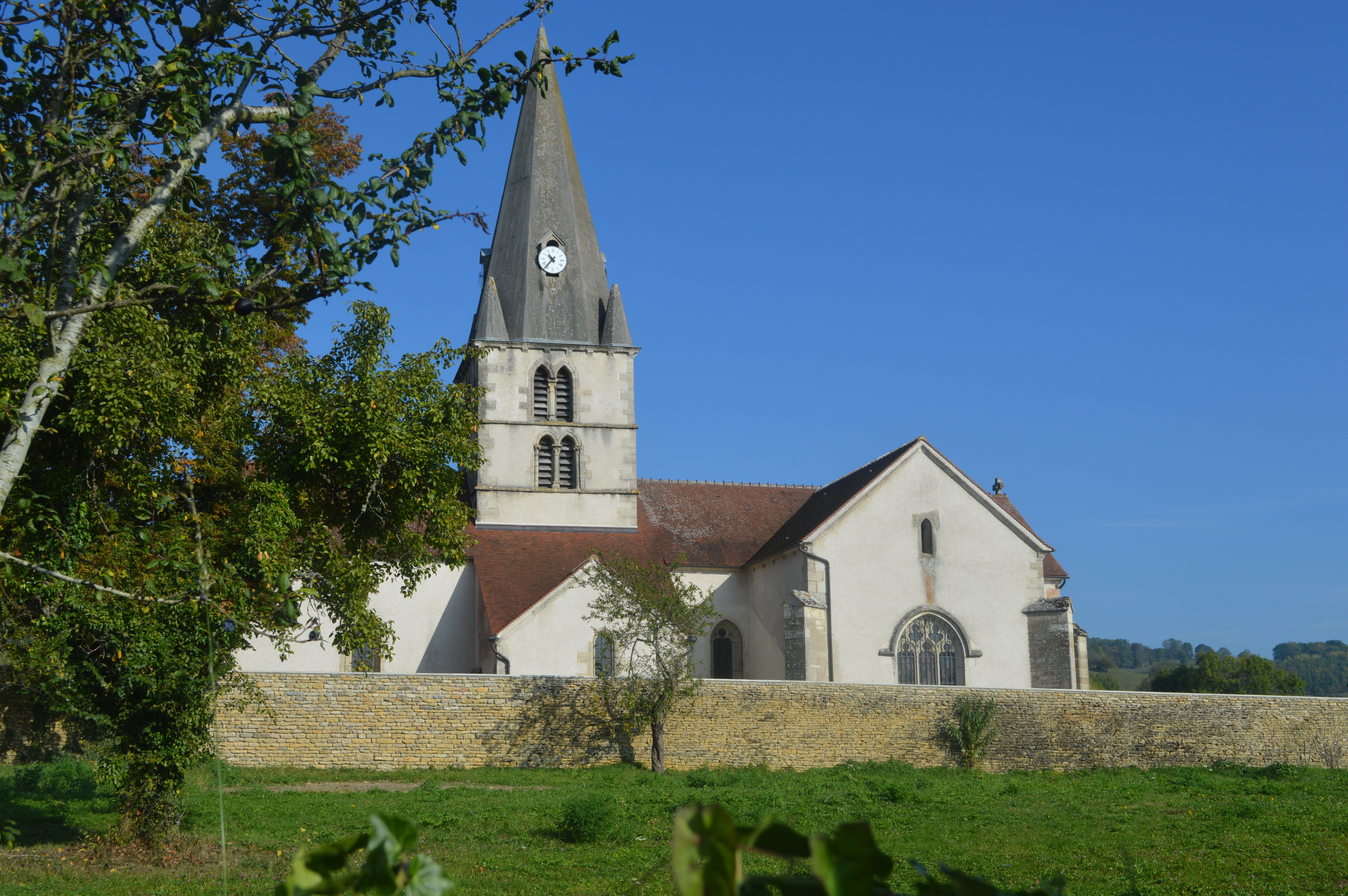
Église paroissiale de l'Assomption d'Arconcey
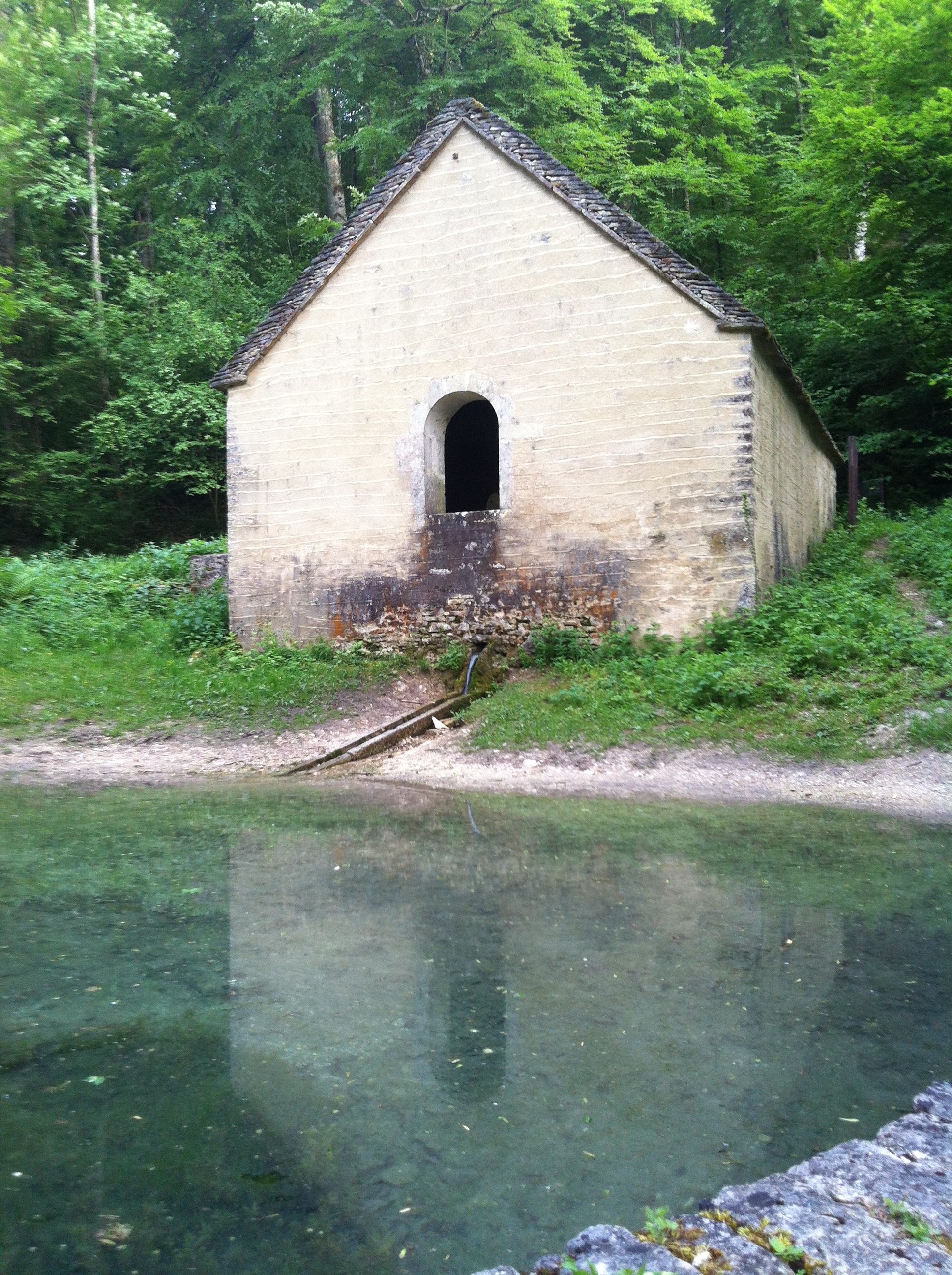
Lavoir de Curtil-Saint-Seine